# 피츠카랄도
《피츠카랄도》(Fitzcarraldo)는 1982년 개봉한 서독의 모험 드라마 영화이다. 베르너 헤어초크가 감독과 각본을 맡았다. 1982 아카데미 외국어영화상 부문 서독 출품작이다.

## 출연
- 클라우스 킨스키
- 클라우디아 카르디날레
- 호세 루고이